# Pán Imre
Pán Imre, eredeti nevén Rosenfeld Imre, 1905-től Mezei Imre (Budapest, Terézváros, 1904. április 13. – Párizs, 1972. március 4.) magyar művészeti író, szervező, szerkesztő, kiadó, költő, műgyűjtő. Mezei Árpád testvére, Mezei Gábor apja. Első felesége Hauswirth Magda, második Mireille Kastler volt.

## Élete
Rosenfeld Izsák Hirsch (1869–1925) és Gibsz Hermin fia. Hivatalnokcsalád gyermekeként született, nyolcan voltak testvérek. Már tizenkét-tizenhárom évesen operaházi statisztálással keresett zsebpénzéből művészeti folyóiratokat és grafikákat vásárolt.
1924-ben testvérével, Mezei Árpáddal és Gerő Györggyel IS címen dadaista folyóiratot indított, mindössze két számot sikerült kiadniuk, a magyar művészettörténet-írás mégis fontos avantgárd kezdeményezésnek tekinti a lapot. 1926-tól a Színházi Élet alkalmazta, előbb szerkesztőségi munkatárs, majd filmrovatvezető lett.
1930. június 26-án Budapesten, a Józsefvárosban feleségül vette Hauswirth Magdát, az ismert karikaturistát és illusztrátort.
1931-ben ismét lapalapításra szánta el magát, INDEX („az új kultúrtörekvések lapja”) címmel. Cikkei jelentek meg Kassák Lajos folyóirataiban, a Dokumentumban és a Munkában, egyben a szintén Kassák-lap, Bécsben kiadott MÁ-nak illegális magyarországi terjesztője volt. 1937-ben átvette Zalai Szalay Lászlótól a Ma este című lapot, és Sztár címmel filmmagazinként öt éven át folytatta kiadását. Emellett Sztárbolt néven könyvesboltot is vezetett az Andrássy úton – a háború utolsó szakaszában, a zsidóüldözések, deportálások és gettóba zárás idején itt bujkált, a polcok mögött kialakított rejtekhelyen. 1945 után Művészbolt néven vitte tovább az intézményt, modern grafikai kiállításoknak is teret adva már benne.
Az Európai Iskola egyik alapítója, kiadványszerkesztője és szervezője volt. Három év alatt, 1945–48 között 38 kiállítást rendeztek, előadásokat tartottak, kiadták az Index nevű röpiratot és az Európai Iskola Könyvtára sorozatot.
Pán nem csupán a nyilvánosság fórumainak megteremtésével segítette a képzőművészeket, hanem azzal is, hogy rendszeresen vásárolta alkotásaikat. Az Európai Iskola felszámolása után könyvesbolti eladó, majd idegenforgalmi szakíró lett. Bár félreállították, szellemi integritását, különvéleményét ekkoriban is fenntartotta. Az 50-es években Kassák Lajossal közösen megírta az Izmusok története című könyvet, amelynek részleteit 1956–57-ben a Nagyvilág közölte, végül kötetben Pán Imre elhagyásával, kizárólag Kassák neve alatt jelent meg.
1957-ben barátjával, Bálint Endrével elhagyta Magyarországot, Franciaországba emigrált. Párizsban végre zavartalanul folytathatta művészetszervezői tevékenységét, kiállításokat rendezett és Signe, majd Morphèmes címen monográfiákat írt. 1970-ben Az évszázad kommentárja címmel művészet és tudomány kapcsolatát elemző tanulmányt írt az Aix-Marseille-i egyetem felkérésére. Préverbes (Igekötők) című irodalmi-filozófiai folyóiratának első és egyben utolsó száma csak halála után jelent meg.
Avantgárd alkotói hajlamát élete vége felé sem adta fel, franciául írt „kihagyásos prózáiban” filozófusok és szónokok műveiből átemelt vendégszövegekből formált szürrealisztikus prózaverseket. 1996-ban Ales-ban kiállítással tisztelegtek Pán franciaországi munkássága előtt. Az ekkor megjelent katalógus Pán Imre 145 kiadványát sorolja fel és számtalan kiállítás-szervezését említi, ami tekintettel a mindössze tizenkét évre, amit Franciaországban töltött, és arra, hogy nem állt mögötte sem tőkeerős kiadó, sem önálló galéria, szinte hihetetlennek tűnik. Nem csak buzgalmát érdemes azonban kiemelni, hanem szimatát és biztos értékítéletét is, ugyanis számtalan, később világhírnévig jutó képzőművészt először Pán mutatott be monográfiáiban a nagyközönségnek.

## Főbb művei
- Bevezetés Európába (tanulmány, Budapest, 1946)
- Látogatás a halott képeinél (tanulmány Vajda Lajosról, Budapest, 1946)
- Európa emlékezete (tanulmány, Budapest, 1946)
- Metapoézis (versciklus, Budapest, 1947)
- Pokoli színjáték (versek, Budapest, 1947)
- Versek (Cahiers du Sud, Paris, 1948)
- Az izmusok története (tanulmánykötet, Kassák Lajossal közösen; Budapest, 1975)
- A láthatatlan symposion (vitairat, Kós Károly Egyesület, 2000)
- Kassák Lajos–Pán Imre: Izmusok. A modern művészeti irányok története; szöveggond., utószó Csaplár Ferenc; 2., rekonstruált szövegű kiad.; Napvilág, Budapest, 2003 (Társtudomány)